# Caccia al tesoro (film 1992)
Caccia al tesoro (There Goes the Neighborhood) è un film del 1992 scritto e diretto da Bill Phillips.

## Trama
Un detenuto in fin di vita confessa a Willis Embry, un bonario psicologo, il luogo in cui è nascosta una grande quantità di denaro. Poco dopo la morte dell'uomo, Embry scopre tuttavia che molte altre persone – venute con differenti mezzi a conoscenza della questione – sono altresì alla ricerca del tesoro.